# Georges Moulaert
Georges Bruno Joseph Marie Moulaert (* 19. Mai 1875 in Brügge, Belgien; † 17. September 1958 in Uccle/Ukkel, Belgien) war ein belgischer Generalmajor und Kolonialadministrator. Er diente zunächst für den belgischen König Leopold II. im Kongo-Freistaat. Während des Ersten Weltkriegs kämpfte er in Deutsch-Ostafrika gegen die dortige deutsche Schutztruppe.

## Biografie

### Frühe Jahre (1875–1901)
Moulaert war der Sohn des Arztes Alphonse Moulaert und Adèle Vanderghote. Er verlobte sich mit Louise Beckers am 10. Juli 1913 in Etterbeek.
Im Alter von 17 Jahren trat er in die Königliche Militärakademie ein und verließ diese 1897 im Rang eines Unterleutnants der Pioniertruppe. Im Oktober 1901 wurde er zum Leutnant der Pioniereinheit pontonniers et torpilleurs befördert. Er bewarb sich in der Folge für den Dienst Kongo-Freistaat.
Moulaert wurde Mitglied des Antwerpener „Club africain“, wo er ins Land zurückgekehrte Kolonialbedienstete traf. Er entschloss sich, ebenfalls in den Dienst des Freistaats zu treten und wurde nach einem Bewerbungsgespräch mit Charles Liebrechts, dem Generalsekretär des Innenministeriums des Freistaats, angenommen. Er wurde zum Militärkartografischen Institut abgeordnet, das vom belgischen Staat genutzt wurde, um der Privatkolonie von König Leopold II. Soldaten zur Verfügung zu stellen. Drei seiner Brüder verbrachten ebenfalls Zeit im Kongo, darunter Julien Moulaert und Maurice Moulaert.

### Im Kolonialdienst in Friedenszeiten (1901–1914)
Im Januar 1902 kam er als Leutnant der Force Publique, die für die Aufrechterhaltung der Ordnung im Kongo zuständig war, im Kongo an. Er wurde zunächst zum Dienst im Fort de Shinkakasa in der Nähe von Boma kommandiert, das zur Verteidigung des unteren Kongo diente. Hier war er an der Beendigung der Erdarbeiten am Festungswerk beteiligt. Weiterhin nahm er Versuche mit drahtloser Telegrafie vor. 1903 wurde Moulaert entsandt, um die Grenze nördlich von Manyanga zu markieren.

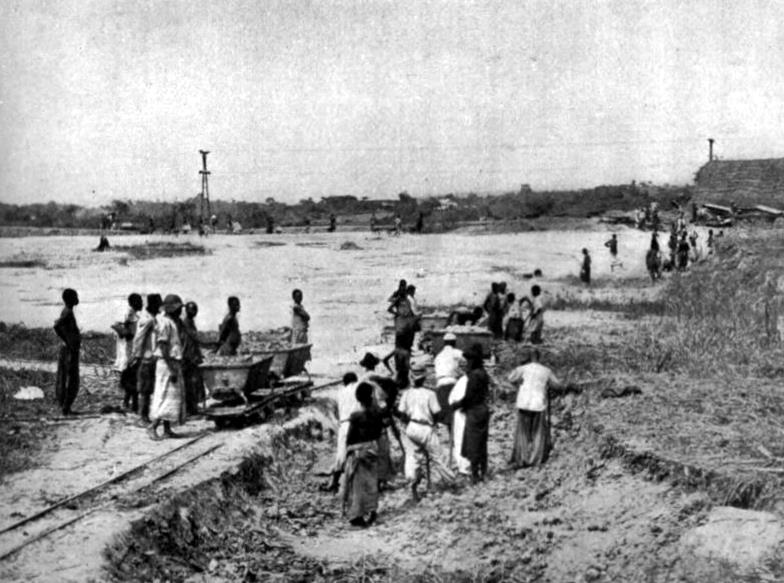
Hafenarbeiter in Léopoldville, um 1905.

1905 wurde Moulaert Kolonialbeamter im Rang eines Interim-Distriktkommissars erster Klasse. 1908 wurde er zum Distriktkommissar erster Klasse befördert. 1910 wurde er Generalkommissar. Er war für den Bezirk Stanleypool / Mittlerer Kongo (Leopoldville) zuständig.
1909 wurde er zum Kommandeur der Pioniere und 1910 zum Generalkommissar in Leopoldville befördert. Von 1907 bis 1915 übernahm Moulaert neben seinen territorialen Aufgaben auch die Leitung der Marinetruppen am Oberen Kongo. Von Beginn seiner kolonialen Karriere an war er davon überzeugt, dass die Entwicklung der Kommunikations- und Verkehrswege die Voraussetzung erfolgreicher Kolonialpolitik ist. Dementsprechend sorgte er sich um die Sicherheit der Schifffahrt und legte den Grundstein für den Aufbau eines Leuchtfeuersystems und eines hydrographischen Dienstes. Er baute die Flotte aus, rüstete die Werft in Leopoldville aus und organisierte die Bevorratung von Feuerholz. Er befürwortete die Koordinierung der Transportmittel, eine Idee, aus der nacheinander die Unternehmen Sonatra, die Unatra und 1935 die Otraco entstanden.
Er legte auch den Grundstein für die weitere Entwicklung des Großraums Leopoldville. Er reorganisierte das städtische Versorgungssystem und organisierte das Viertel der Eingeborenen und entwarf den Hafen. 1911 beantragte er, den Hafen von Léopoldville, der zu nahe an den Stromschnellen lag, flussaufwärts in die Ebene von Kinshasa zu verlegen. Dies geschah zwanzig Jahre später. Moulaert kritisierte die fermes-chapelles (Bauernkapellen) der katholischen Kirche, die Misshandlung der Kongolesen, die Beschlagnahme von Land und die Nichtzahlung von Steuern. Seine Berichte wurden von den belgischen Sozialisten in ihrer Kampagne gegen die katholische Kirche im Kongo verwendet.

### Im Ersten Weltkrieg

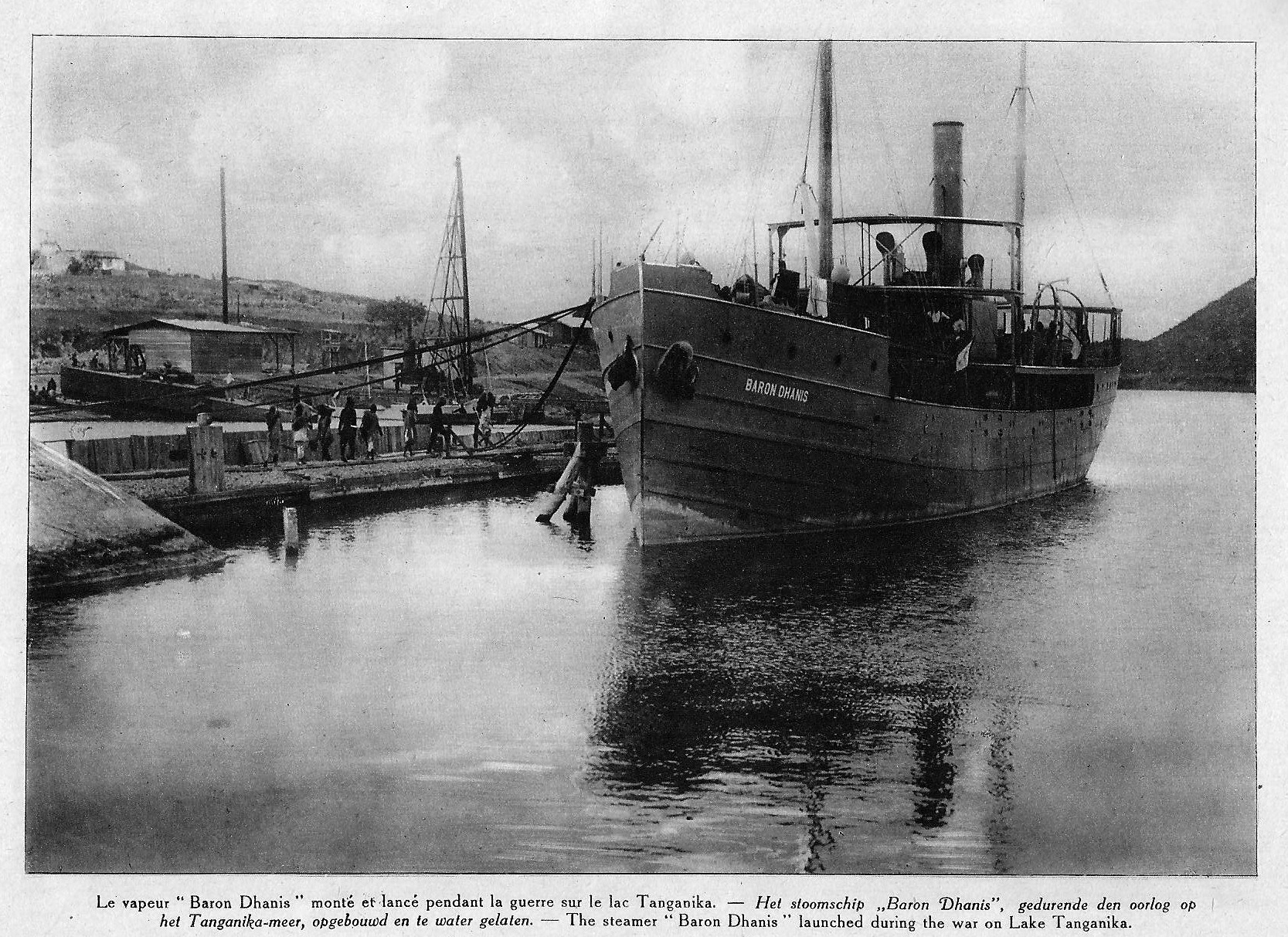
Baron Dhanis auf dem Tanganjikasee, 19. Januar 1916.

Zu Beginn des Ersten Weltkriegs nahm Moulaert als Leiter der Marine des Oberen Kongo an den Militäroperationen gegen Deutsch-Kamerun teil. Anfang 1916 ernannte ihn der Kolonialminister Jules Renkin im Rang eines Oberstleutnants zum Kommandanten der Truppen am Tanganjikasee. Seine Priorität war es, in der Nähe der Mündung des Lukuga einen Marinestützpunkt mit einer Slipanlage zu errichten, der die bescheidene belgische Flottille beherbergen konnte. Dies sollte der Kern des späteren Albertville (heute: Kalemie) werden. Zwischen Dezember 1915 und Juli 1916 war er an den Kämpfen am Tanganjikasee beteiligt, bei der die belgische Marine und die britischen Verbündeten die Herrschaft über den Tanganjikasee von der deutschen Marine errangen. Hierbei landete Moulaert unter anderem mit einem Bataillon in Karema am Ostufer des Tanganjikasees. Später besetzte er Utinda und Edithburg in Deutsch-Ostafrika, geriet jedoch in Konflikt mit dem britischen Hauptmann Geoffrey Spicer-Simson, dem Befehlshaber der britischen Streitkräfte am Tanganjikasee, und seinem Vorgesetzten, dem Generalgouverneur Eugene Henry, die das militärische Engagement der belgischen Truppen begrenzen wollten.

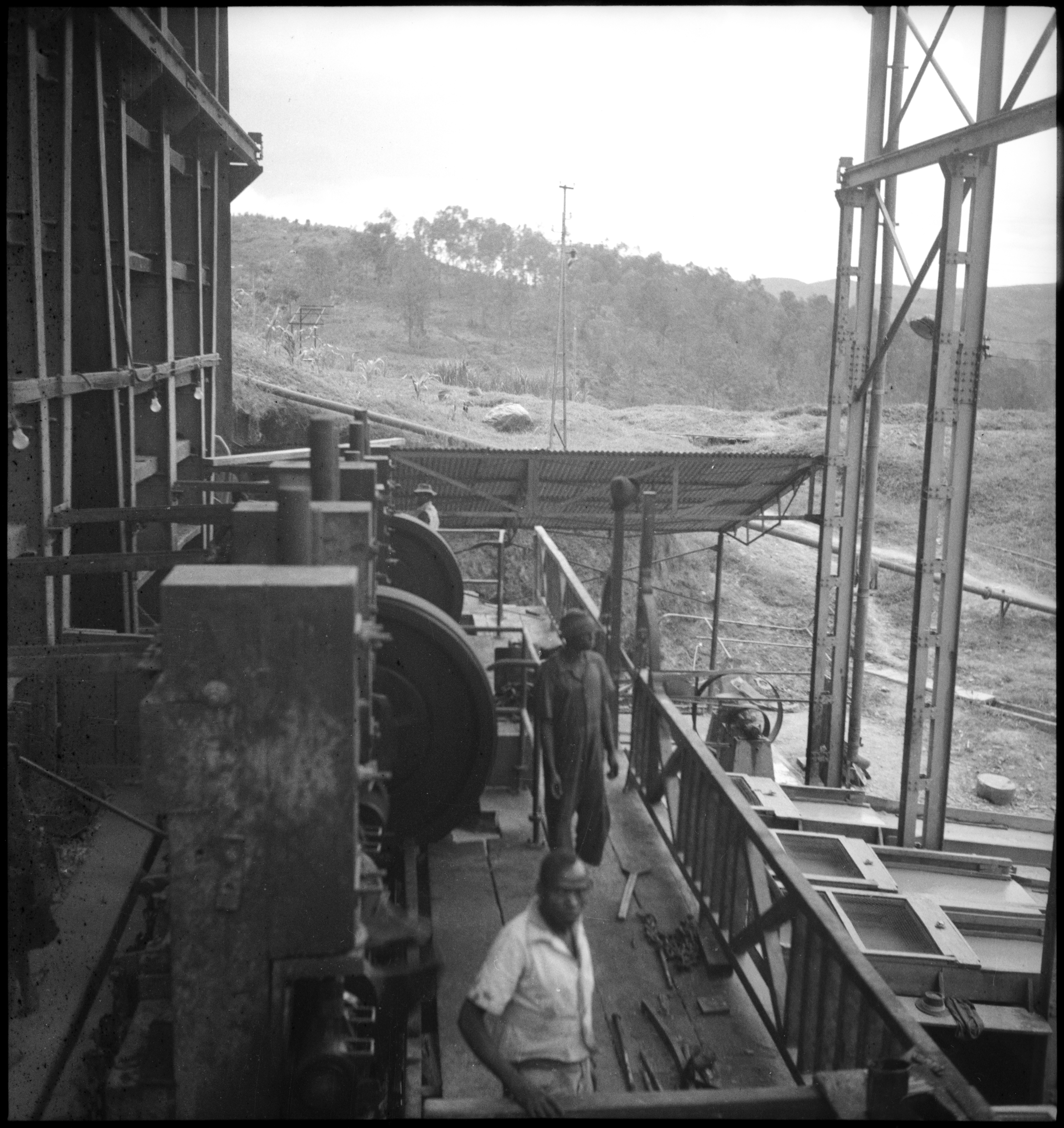
Kilo-Moto-Minen um 1941.

Moulaert beantragte daraufhin, seine Versetzung in die belgische Armee in Europa, die zu dieser Zeit an der Yser-Front operierte. Im Juni 1917 kehrte er nach Frankreich zurück und übernahm das Kommando über das 1. Bataillon des 5. Pionierregiments, das aktiv an der Vorbereitung der Offensive im Wald von Houthulst während der Dritten Flandernschlacht teilnahm. Am 20. August 1917 wurde er über seine Ernennung zum stellvertretenden Generalgouverneur der Provinz Équateur informiert. Im November 1917 schiffte er sich wieder in Richtung Kongo ein. Sein Amt nahm er bis 1919 in Coquilhatville wahr und befasste sich erneut mit der Verwaltungsorganisation, dem Ausbau der städtischen Zentren und der Ausbeutung der Bodenschätze. Zu Beginn der Zwischenkriegszeit trat Belgisch-Kongo jedoch unter der Leitung des Generalgouverneurs von Kongo in eine zentralistische Phase ein, wobei die Provinzgouverneure nach und nach ihre Autonomie verloren.

### Zwischenkriegszeit und späte Jahre
Moulaert entschied sich daraufhin, seine Tätigkeit verschiedenen kongolesischen Industrie- und Bergbauunternehmen zu widmen. Ende Dezember 1919 vertraute ihm der Kolonialminister Louis Franck die Leitung der Régie industrielle des mines d'or de Kilo-Moto an. Georges Moulaert kümmerte sich um alle Fragen, die für eine profitable Ausbeutung der Minen von Bedeutung waren: Straßen, Versorgung, Erkundung und Bau von Anlagen. In den vier Jahren von 1920 bis 1924 baute die Régie 828 km Straßen, zahlreiche Stahlbrücken, verlegte 345 km Telegrafen- und Telefonleitungen, nahm das Wasserkraftwerk Soleniana in Betrieb, elektrifizierte die Mahlanlage, baute den medizinischen Dienst aus und verbesserte die Ausbeutung des Schwemmlandes und der Lagerstätten. 1926 wurde die Firma in eine kongolesische Gesellschaft mit beschränkter Haftung umgewandelt und Moulaert zum Vorsitzenden des Direktoriums ernannt. Er leitete die Geschicke der Gesellschaft bis 1947. Von der Zwischenkriegszeit bis zu seinem Tod war er an der Gründung zahlreicher weiterer Gesellschaften im Kongo beteiligt, übernahm deren Leitung oder war Mitglied des Verwaltungsrats, so etwa von S.A. Chantier naval et Industriel du Congo (1958 in CHANIC umbenannt), Symaf, Symétain, Crédit général du Congo (1948 zu Compagnie financière africaine), Société Congolaise de Gaz (Sogaz), Usine de textiles Texaf (Utexléo), Filatures et Tissages de Fibres au Congo (Tissaco), die Société Minière et Géologique du Zambèze, die  Société Commerciale Des Textiles (Socotex) und die Compagnie du Congo pour le Commerce et l’Industrie (CCCI) und die Compagnie des Produits et des Frigorifères du Congo.
Moulaert war 1929 Gründungsmitglied der Académie royale des sciences d'outre-mer (ARSOM) und wurde später deren Präsident. Von 1934 bis 1938 war er Präsident des Verbandes Intérêts coloniaux belges, (deutsch: Verband belgischer Kolonialinteressen) und wurde schließlich zum Generalmajor der Reserve ehrenhalber der belgischen Armee befördert.
Nach seinem Tod in Ukkel am 17. September 1958 wurde er am 22. September 1958 in der Kirche Notre-Dame du Rosaire in Ukkel beigesetzt und auf dem Friedhof in Ukkel beerdigt.

## Veröffentlichungen
- La campagne du Tanganyka (1916-1917). L'édition universelle. 1934.
- 38 années d'activité coloniale, Problèmes coloniaux d'hier et d'aujourd'hui. L'édition universelle. Brüssel. 1939.
- Souvenirs d'Afrique (1902-1919). Éditions Charles Dessart. Brüssel. 1948.
- Le problème de la main-d'œuvre au Congo Belge. Rapport de la Commission de la main-d'œuvre indigène 1930-1931. Éditions Lesigne. Brüssel. 1931.
- Vingt années à Kilo Moto, 1920-1942. Éditions Charles Dessart. Brüssel. 1950.

## Auszeichnungen
Er war Träger zahlreicher belgischer und ausländischer Auszeichnungen, darunter:
- Großoffizier des Ordens Leopolds II.
- Kommandeur des belgischen Leopoldsordens
- Kommandeur des belgischen Kronenordens
- belgisches Kriegskreuz;
- belgische Gedenkmedaille der Afrika-Feldzüge 1914–1917
- Großoffizier des belgischen 
Afrikanischen Sternenordens;
- Großoffizier des belgischen Löwenordens
- Étoile de Service;
- Compagnon des britischen Orden vom Heiligen Michael und Heiligen Georg
- Kommandeur der französischen Ehrenlegion
- französisches Kriegskreuz
- |Kommandeur des dänischen Dannebrogordens